# West-Duits voetbalkampioenschap 1910/11
In 1910/11 werd het negende voetbalkampioenschap gespeeld dat georganiseerd werd door de West-Duitse voetbalbond.
Titelverdediger Duisburger SpV trad pas in de finale aan en won die en werd kampioen en plaatste zich voor de eindronde om de Duitse landstitel. De club verloor in de eerste ronde van Holstein Kiel.

## Deelnemers aan de eindronde
| Club                 | Gekwalificeerd als            |
| -------------------- | ----------------------------- |
| Borussia Fulda       | Kampioen van Fulda            |
| Casseler FV 95       | Kampioen van Hessen           |
| BV Barmen            | Kampioen van Noordrijn-Berg   |
| FC Jahn Siegen       | Kampioen van Opper-Hessen     |
| FC Olympia Osnabrück | Kampioen van Ravensberg-Lippe |
| VfvB Ruhrort 1900    | Kampioen van Ruhr-Mark        |
| Duisburger SpV       | Kampioen van Zehnerliga       |
| VfVuSp 1896 Düren    | Kampioen van Zuidrijn         |

## Eindronde

### Kwartfinale A-Klasse
|               |                      |       |                |          |
| 26 maart 1911 | FC Olympia Osnabrück | 2 – 1 | Casseler FV 95 | Dortmund |
| 26 maart 1911 |                      |       |                | Dortmund |

|               |                |       |                |        |
| 26 maart 1911 | Borussia Fulda | 2 – 0 | FC Jahn Siegen | Gießen |
| 26 maart 1911 |                |       |                | Gießen |

|               |                   |       |           |            |
| 26 maart 1911 | VfVuSp 1896 Düren | 3 – 1 | BV Barmen | Düsseldorf |
| 26 maart 1911 |                   |       |           | Düsseldorf |

VfvB Ruhrort had een bye.

### Halve finale
|              |                   |       |                   |                  |
| 2 april 1911 | VfvB Ruhrort 1900 | 4 – 2 | VfVuSp 1896 Düren | München-Gladbach |
| 2 april 1911 |                   |       |                   | München-Gladbach |

|              |                      |       |                |        |
| 2 april 1911 | FC Olympia Osnabrück | 3 – 1 | Borussia Fulda | Cassel |
| 2 april 1911 |                      |       |                | Cassel |

### Finale A-Klasse
|              |                   |       |                      |           |
| 7 april 1911 | VfvB Ruhrort 1900 | 6 – 1 | FC Olympia Osnabrück | Elberfeld |
| 7 april 1911 |                   |       |                      | Elberfeld |

## Finale West-Duitsland
|               |                |       |                   |          |
| 23 april 1911 | Duisburger SpV | 3 – 0 | VfvB Ruhrort 1900 | Duisburg |
| 23 april 1911 |                |       |                   | Duisburg |